# 야마우치 히로후미
야마우치 히로후미(일본어: 山内 寛史, 1995년 2월 9일~)는 일본의 축구 선수이다.

## 구단 경력
그는 2017년 J1리그의 세레소 오사카에 입단했다. 2018년부터 2020년까지 J2리그의 FC 마치다 젤비아와 몬테디오 야마가타에서 뛰었다. 2021년 J3리그의 FC 기후로 이적했다. 2024년까지 57경기에 출전하여, 10득점을 넣었다. 2024년 7월 일본 풋볼 리그의 베어틴 미에로 이적했다.